# Cimitero della Misericordia (Firenze)
Il cimitero della Misericordia, detto anche dei Pinti o di Porta a Pinti, perché costruito poco fuori l'allora esistente Porta a Pinti, si trova a Firenze in via degli Artisti, con affaccio su piazza Conti. Si tratta di un cimitero storico, in cui le tumulazioni sono cessate nel 1898. Poiché era riservato ai soli confratelli dell'Arciconfraternita della Misericordia, che all'epoca non accettava tra i membri le donne, è composto di sole sepolture maschili. 

## Storia e descrizione

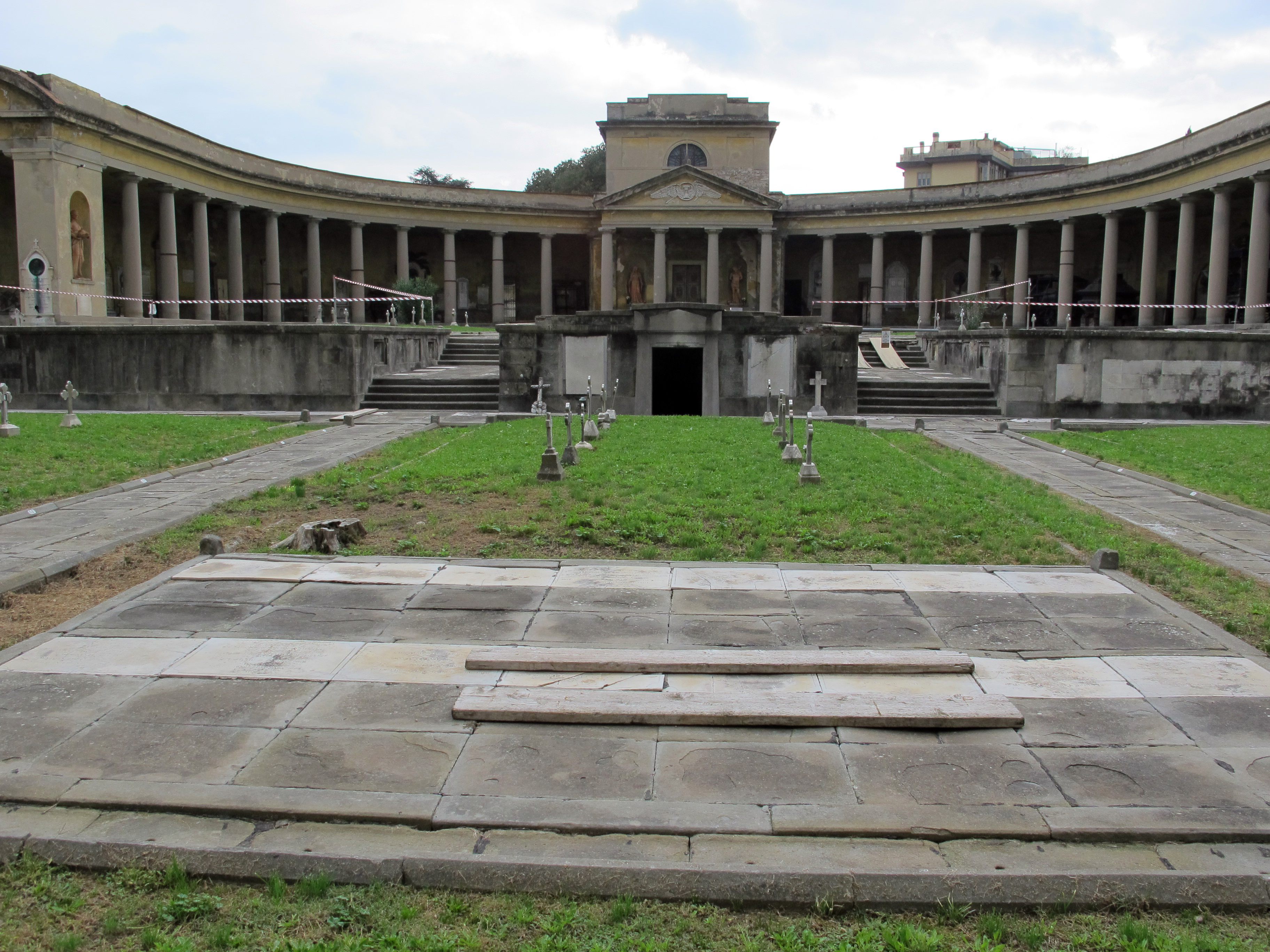
Rotonda

Fu costruito in aperta campagna fuori Porta a Pinti per volere della Reggenza lorenese nel 1747 ed accolse i defunti dell'ospedale di Santa Maria Nuova, in particolare le persone sconosciute o non richieste dai parenti, i cui scheletri venivano poi anche usati per gli studi di anatomia. Le prescrizioni igieniche divennero comunque legge nel 1784 quando fu proibita l'inumazione in città.
Quando l'Arciconfraternita della Misericordia era in cerca di un nuovo luogo di sepoltura in una zona più vicina alla città rispetto al cimitero di Trespiano, il Granduca Leopoldo II concesse in data 11 luglio 1824 la zona adiacente al vecchio cimitero dell'ospedale. Inizialmente il cimitero della Misericordia e dell'ospedale rimasero separati da un muro divisorio, ma in seguito, dopo un atto di rinuncia dell'ospedale, il cimitero della Misericordia poté essere ingrandito notevolmente, assumendo un aspetto monumentale.
Fu quindi ristrutturato nel 1837-1839 dall'ingegnere comunale Paolo Veraci, che realizzò un insieme in stile classico due loggiati semicircolari saldati insieme da una cappella dedicata all'Immacolata Concezione: questa zona era destinata alle tombe "distinte".
Il cimitero venne completato tra il 1878 e il 1886 dall'architetto Michelangelo Maiorfi, che aggiunse le due celle laterali e la facciata classicheggiante. L'ultima tumulazione avvenne nel giugno del 1898 con la sepoltura di Emilio Lapi. 
Tra le personalità sepolte vi sono Vincenzo Batelli, Giovanni Baldasseroni, Giuseppe Barellai, Gaetano Bianchi, Pietro Dazzi, Emilio De Fabris.

## Bibliografia

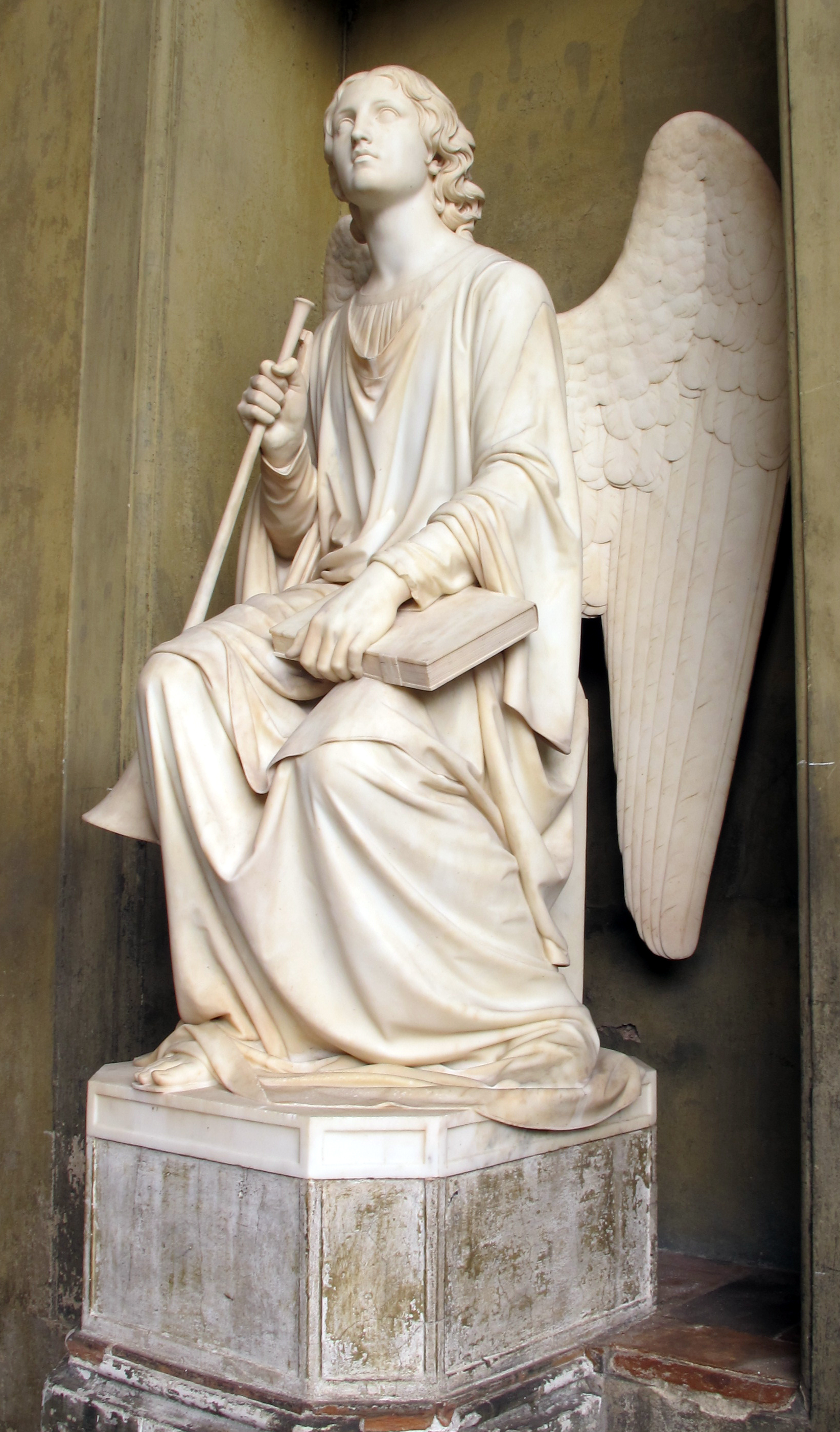
Angelo del Giudizio di Odoardo Fantacchiotti, all'ingresso del campo santo